# المثلية الجنسية في الصين
تُظهر المصادر التاريخية أن المثلية الجنسية كانت معروفة في الصين منذ العصور القديمة. وتُفيد بعض الدراسات بأن هذه العلاقات كانت مقبولة على نطاق واسع بعد سقوط سلالة هان، إلا أن هذا الطرح لا يزال موضع نقاش بين الباحثين. كما تشير الروايات إلى أن عددًا من الأباطرة الصينيين كانت لهم علاقات مثلية إلى جانب علاقاتهم مع النساء.
يختلف الباحثون في تحديد الحقبة التي بدأت فيها المواقف السلبية تجاه العلاقات المثلية بالانتشار بين عامة السكان. فبينما يرى بعضهم أن هذه النظرة ترسخت في عهد سلالة مينغ خلال القرن الرابع عشر، نتيجة للتأثيرات الثقافية المنقولة عن الإمبراطورية المغولية وسلالة يوان، يرى آخرون أن الكراهية ضد المثليين تبلورت بشكل أكثر وضوحًا خلال موجات التغريب التي رافقت أواخر سلالة تشينغ وبداية جمهورية الصين في القرنين التاسع عشر والعشرين.
ولم تكن المثلية الجنسية مجرّمة في القانون الصيني، خلال معظم فترات القرن العشرين، باستثناء المرحلة الممتدة من عام 1979 إلى عام 1997، حيث اعتُبر الاتصال الجنسي الشرجي بين الذكور ضمن أفعال «الشذوذ» التي تندرج تحت بند «الأفعال غير الأخلاقية».
وفي استطلاع أُجري عام 2016 وضم أكثر من ثمانية عشر ألف شخص من أفراد مجتمع الميم عين في الصين، صرّح 3٪ من الذكور و6٪ من الإناث بأنهم يعيشون هويتهم الجنسية بشكل معلَن تمامًا. وأفاد ما يقارب ثلث المشاركين من الذكور، و9٪ من الإناث، بأنهم لم يفصحوا عن ميولهم مطلقًا. كما أشار 18٪ فقط من الرجال إلى أنهم أفصحوا عن هويتهم لأسرهم، في حين فضّل أغلب المشاركين إبقاء ميولهم طي الكتمان تجنبًا للنبذ العائلي.
وقد شهد عام 2018 تحولًا هامًا في موقف الرأي العام بعد موجة الغضب الواسعة التي رافقت قرار منصة ويبو حظر المحتوى المرتبط بالمثلية، حيث اضطرت المنصة إلى التراجع عن القرار في ظل الضغط الشعبي. لكن في عام 2021، أقدمت منصتا ويبو وويتشات على إغلاق حسابات العديد من المنظمات الطلابية الداعمة لمجتمع الميم عين، من دون سابق إنذار، ما شكّل تراجعًا واضحًا في مساحة التعبير عن هذه الهويات الجنسية.

## المصطلحات
استُخدمت تاريخيًا مجموعة من التعابير الأدبية للإشارة إلى المثلية الجنسية في الثقافة الصينية، من أبرزها «عشق الكمّ المقطوع» و«خوخة مقسومة». يظهر أحد أقدم استخدامات هذه التعابير في قصيدة تعود إلى القرن السادس كتبها ليو شياوجو، حيث يقول فيها:
«تتريث ولا تجرؤ على الاقتراب، خشية أن يُقارَن حضورها بخوخةٍ متروكة».
كما وُجدت مصطلحات أخرى أقل رسمية مثل «التيار الذكوري»، و«الإخوة المتحالفون»، و«عشق لونغ يانغ»، وهو تعبير مستوحى من حكاية ذات طابع مثلي عن اللورد لونغ يانغ تعود إلى حقبة الممالك المتحاربة. أما في اللغة الصينية المعاصرة، فالمصطلح الرسمي للمثلية الجنسية أو المثليين هو «تونغشينغليان» (同性愛)، أو «تونغشينغليان جه» للإشارة إلى الأشخاص المثليين. غير أن أفراد مجتمع الميم عين عادةً ما يفضلون استخدام كلمة «تونغجِي» (同志)، التي تعني حرفيًا «الرفيق» وهي كلمة ذات وقع قريب صوتيًا ولفظيًا من «تونغشينغليان»، لكنها أقل رسمية وأكثر شيوعًا في الاستخدام العامي، خاصة في مجتمعات المثليين في هونغ كونغ وتايوان. مصطلح «تونغجي» له دلالتان في الصينية: فهو يُستخدم في خطابات المسؤولين في الحزب الشيوعي بمعناه الأصلي «الرفيق»، كما يُستخدم في أوساط المثليين بمعناه الحديث. وفي اللغة الكانتونية، يُستخدم لفظ «جي» (基)، المشتق من الكلمة الإنجليزية «gay»، كمرادف شعبي. ورغم أن «gay» تُستخدم أحيانًا للإشارة إلى المثليين، إلا أنها قد تُعدّ مهينة في بعض السياقات إذا استُخدمت من قِبل غير المثليين أو حتى بين المثليين أنفسهم في مواقف معينة.
«بولي» (玻璃)، هو مصطلح آخر شائع نسبيًا ويعني «زجاج» أو «كريستال»، إلا أن استخدامه أقل انتشارًا. ومن المصطلحات الحديثة المنتشرة بين طلاب الجامعات المثليين مصطلح «داتونغ» (大同)، وهو اختصار لعبارة «داسوشينغ تونغجي» أي «طلاب الجامعات المثليون». تجدر الإشارة إلى أن كلمة «داتونغ» في اللغة الصينية تحمل أيضاُ معنى «اليوتوبيا» أو «الانسجام التام».
أما بالنسبة للمثليات، فغالبًا ما يُطلقن على أنفسهن لقب «لازي» أو «لالا»، وكلاهما اختصار صوتي مأخوذ من الكلمة الإنجليزية «lesbian». وقد أصبحت هذه المصطلحات رائجة جدًا أيضًا.ر

## التاريخ
تُعدّ قصة دونغ شيان، التي توثّق العلاقة المثلية بين الإمبراطور آي من أسرة هان وأحد غلمانه الذكور، من أبرز الأمثلة التي يُستشهد بها للدلالة على التسامح التاريخي مع المثلية الجنسية داخل الإمبراطورية الصينية. لكن بعض النقّاد يشيرون إلى أن نهاية القصة، التي اتسمت بالمأساوية والعنف، تدلّ على موقف ناقد لا مؤيد من هذه العلاقات.

تُصوَّر العلاقات المثلية بين الرجال، في أدب سلالة مينغ، مثل عمل «بيان إر تشاي» (弁而釵)، على أنها علاقات ممتعة ومَرْضِيّة. أما كتابات سلالة ليو سونغ، فادّعت أن المثلية كانت شائعة بقدر شيوع العلاقات المغايرة في أواخر القرن الثالث، حيث جاء فيها:
«كان جميع النبلاء والموظفين يقدّرونها، وسار جميع رجال البلاد على هذا النهج إلى درجة أن الأزواج والزوجات أصبحوا متباعدين، وامتلأت قلوب النساء العازبات بالحسد والغضب».
يرى بعض الباحثين أن الكونفوشية، كونها فلسفة اجتماعية وسياسية بالدرجة الأولى، لم تركز كثيرًا على القضايا الجنسية، سواء كانت مثلية أو مغايرة. لكن هناك من يجادل بأن تعاليم الكونفوشيوسية اعتبرت عدم إنجاب الأبناء أحد أعظم مظاهر العقوق، وهو ما أدى إلى تقبل محدود للعلاقات الثنائية التوجه (التي تشمل الزواج من النساء إلى جانب الممارسات المثلية)، ورفض ضمني للمثلية الحصرية. فالأباطرة، على سبيل المثال، كانوا ملزمين بالزواج من النساء وإنجاب الورثة، بينما كانت العلاقات المثلية يتسامح معها باعتبارها ممارسات ثانوية لا تتعارض مع الواجبات العائلية.
ورغم أن الفكر الكونفوشيوسي شجّع الصداقات الذكورية الوثيقة، يرى بعض الباحثين مثل لويس كرومبتون أن العلاقة العميقة بين المعلّم والتلميذ، والتي شجعتها تلك الفلسفة، ربما مهّدت بشكل غير مباشر لقبول المثلية في بعض السياقات.
أما في الفلسفة الطاوية، فقد نُظر إلى العلاقة الجنسية المغايرة -شرط أن تتم دون قذف- كوسيلة للحفاظ على «جوهر الحياة» الذكوري. بينما اعتُبرت الممارسات المثلية «محايدة»، أي أنها لا تؤثر إيجابًا ولا سلبًا على هذا الجوهر الحيوي.
وعلى غرار البوذية، حاولت مدارس الطاوية عبر التاريخ أن تحدد ماهية «السلوك الجنسي المنحرف». وبوجه عام، كان هذا المفهوم يشير إلى العلاقات خارج إطار الزواج. ورغم أن مصطلح «زوج وزوجة» في اللغة الصينية عادةً ما يدلّ على اتحاد بين رجل وامرأة، إلا أن نصوص الطاوية نفسها لا تتضمّن أي تحريم صريح للعلاقات المثلية. بل إن العديد من التعاليم المذكورة في «يونجي تشيتشيان» (雲笈七籤)، المعروف بـ«الكانون المصغّر للطاوية»، لا تتطرق إلى هذا النوع من العلاقات إطلاقًا، مما يعكس موقفًا محايدًا تجاه المثلية الجنسية.